# Essing (by)
 For alternative betydninger, se Essing. (Se også artikler, som begynder med Essing)
Essing er en købstad (markt) i Landkreis Kelheim i Regierungsbezirk Niederbayern i den tyske delstat Bayern. Den er en del af Verwaltungsgemeinschaft Ihrlerstein.

## Geografi
Essing ligger i Planungsregion Regensburg.
I kommunen ligger landsbyerne Altessing, Neuessing og Randeck

## Seværdigheder
- Ved Essing fører den længste træbro i Europa (193 meter spændvidde) over Altmühl og Main-Donau-Kanalen.
- Burg Randeck
- Klausenhöhle